# Calabasas Pro Tennis Championships 2010
Il Calabasas Pro Tennis Championships 2010 è un torneo professionistico di tennis maschile giocato sul cemento, che faceva parte dell'ATP Challenger Tour 2010. Si è giocato a Calabasas negli USA dal 18 al 24 ottobre 2010.

## Partecipanti

### Teste di serie
| Nazionalità | Giocatore          | Ranking* | Testa di serie |
| ----------- | ------------------ | -------- | -------------- |
| Stati Uniti | Donald Young       | 111      | 1              |
| Stati Uniti | Ryan Sweeting      | 115      | 2              |
| Stati Uniti | Robert Kendrick    | 147      | 3              |
| Australia   | Carsten Ball       | 154      | 4              |
| Sudafrica   | Izak van der Merwe | 158      | 5              |
| Australia   | Marinko Matosevic  | 163      | 6              |
| Stati Uniti | Kevin Kim          | 176      | 7              |
| Australia   | John Millman       | 179      | 8              |

- Ranking all'11 ottobre 2010.

### Altri partecipanti
Giocatori che hanno ricevuto una wild card:
- Steve Johnson
- Cecil Mamiit
- Gary Sacks
- Tim Smyczek

Giocatori passati dalle qualificazioni:
- Nikoloz Basilašvili
- Daniel Kosakowski
- Nicholas Monroe
- Luís Antonio Pérez-Pérez

## Campioni

### Singolare
Marinko Matosevic ha battuto in finale  Ryan Sweeting con il punteggio di 2–6, 6–4, 6–3

### Doppio
Ryan Harrison /  Travis Rettenmaier hanno battuto in finale  Rik De Voest /  Bobby Reynolds con il punteggio di 6–3, 6–3